# Kōzō Iizuka
Kōzō Iizuka (飯塚幸三, Iizuka Kōzō; 1 de junho 1931 - 26 de outubro 2024) é um engenheiro japonês , Top do Instituto Nacional de Ciência e Tecnologia Industrial Avançada, Presidente da International Measurement Confederation, Presidente do Human Frontier Science Program, e Kubota CEO.
Em 1931, ele nasceu em Nakano , Tóquio. Ele foi matriculado na Quarta escola secundária municipal (agora escola secundária municipal de Toyama), escola secundária Urawa (antiga) e se formou na Escola de Graduação em Engenharia da Universidade de Tóquio. Em 1972, ele se tornou Doutor em Engenharia (Tokyo Univ.).
Em 2015 foi premiado com a Ordem do Tesouro Sagrado.
Em 2019, ele causou um acidente de trânsito em Ikebukuro , Tóquio. Uma menina de 3 anos e sua mãe morreram no acidente e outras nove ficaram feridas. Ele causou um acidente fatal, mas não foi preso. Então ele foi criticado na Internet.